# 日韩合并条约
關於韓國併合之條約（日语：〔〕／〔〕，：／），一般通称日韓合併條約，是大韓帝國內閣總理大臣李完用與大日本帝国代表寺內正毅於1910年8月22日签订的条约，將朝鲜半岛的主权割與日本，同月29日公告，大韓帝國正式覆滅，歸日本統治。
大韩民国和朝鲜民主主义人民共和国方面认为，该条约基于之前日本军逼宫情况下朝鮮高宗所签《乙巳条约》，故而两个条约「締結時就是無效的條約」，签约时纯宗亦拒绝签名；日本则认为《日韓合併條約》符合當時的國際法。1945年8月15日，第二次世界大戰結束，昭和天皇發表接受《波茨坦公告》後，日本無條件投降，由同盟軍佔領朝鮮，日本失去對朝鮮半島的實質統治權。1945年9月2日，日本簽署《降伏文書》，結束對朝鮮半島的統治，並於隨後放棄主權。而合併條約之相關條款，後因1965年的《日韓基本條約》而失效。

## 背景
在1905年第二次日韓協約之後，韓國成為日本的保護國；1909年7月日本內閣會議決定合併韓國的方針，1909年10月26日伊藤博文被韓國刺客安重根暗殺之後，主張立刻合併韓國的一派成為日本對朝鮮政策的主流。韓國出現的李容九、宋秉畯等人為首的賣國組織「一進會」亦積極主張日韓合邦。不久統監府下了集會演說的禁止令，於1910年8月22日吞併韩国。

## 内容
- 大韓帝國皇帝將朝鮮半岛全部的統治權讓予日本國皇帝；
- 大日本帝國接受大韓帝國的要求將韓國併入大日本帝國；
- 大日本帝國保障保護舊大韓帝國皇帝與皇族的尊嚴與權益及經濟開銷；
- 大日本帝國可以對於有勳功的朝鮮人賜爵賜勳；
- 大日本帝國必須保護朝鮮人的生命與財產並增進其福祉；
- 大日本帝國可以將對新制度認同、又具相當能力的朝鮮人用為帝國官吏。

## 影响
由於日韓合併條約的實行，大韓帝國宣告滅亡，大日本帝國的韓國統監府改制為朝鮮總督府，成為統治朝鮮半岛的機關；朝鮮總督府之後開始進行長達三十五年的殖民統治。韩国社会视之为国耻，称作“庚戌国耻”（／ Gyeongsul Gukchi），将条约缔结之日称为“国耻日”（／ Gukchi-il）。而贊成、協調簽定日韩合并条约的八位韓國內閣大臣也被韩国人称为庚戌國賊。